# NGC 3184
NGC 3184 je galaksija u zviježđu Velikom medvjedu.

## Vanjske poveznice
- SEDS: NGC 3184